# アンケグ
アンケグ(Ankheg)は、テーブルトークRPG『ダンジョンズ&ドラゴンズ』（D&D）に登場する架空の巨大昆虫である。

“アンク獣”(D&D第3版)、“アンク＝エジプト十字型の怪物”(D&D第4版)という邦訳通り、アンクのような形状をした大顎を持っている。

## 掲載の経緯
アンケグは『ドラゴン』5号(1977年5月)の“CREATURE FEATURES”欄で、ファンタジー・アーティストのエロール・オトゥスによるイラストが初出である。この時点では名称は不明であった。
その後、アドバンスト・ダンジョンズ&ドラゴンズ（AD&D）第1版では『Monster Manual』(1977、未訳)に登場。ミネラル分と有機物質が豊富な土を好んで掘り進むミミズのような生物と紹介された。『ドラゴン』177号(1987年1月)には、“アンケグの生態”特集が組まれた。
AD&D第2版では『Monstrous Compendium Volume 2』(1989、未訳)に登場し、『Monstrous Manual』(1993、未訳)に再掲載された。
D&D第3版では『モンスターマニュアル』(2000)に登場し、3.5版でも改訂版『モンスターマニュアル』(2005)に登場した。
D&D第4版では『モンスター・マニュアルⅡ』(2009)に登場している。
D&D第5版では、『モンスター・マニュアル』(2014)に登場している。

### パスファインダーRPG
D&D3.5版のシステムを継承するパスファインダーRPGにてアンケグは『ベスティアリィ』(2009)に登場している。

## ダンジョンズ&ドラゴンズ ミニチュアゲーム
ダンジョンズ&ドラゴンズ ミニチュアゲームでは2005年11月発売の“Underdark”セットに含まれている。

## 肉体的特徴
アンケグの体長は10フィート(約3m)、体重はおよそ800ポンド(約360kg)ほどある。
アンケグの外見は黄褐色をした6本脚のアリに似た甲虫である。その身体は硬いキチン質の甲殻に覆われている。頭部には大きく湾曲した下顎があり、一対の触角と黒い目がある。下顎からは常に酸が滴っている。

## 生態
アンケグは田園地帯に出没し、家畜や農民に襲いかかる厄介者である。

動物的本能に生きるアンケグの属性は“真なる中立”である。
アンケグは土中にトンネルを掘って棲息しているが、新鮮な肉を好む肉食昆虫なので獲物を求めてしばし地上に飛び出てくる。だが、柔らかく栄養豊富な土質を好むので、都市部を避け、もっぱら田園地帯や森林で家畜や農民、猟師などを襲う。彼らは大きな大顎で獲物をつかみ、そのまま巣へと連れ去ってしまう。アンケグは大顎と脚を使って地中の柔らかい層に幅5〜10フィート、長さ60〜150フィートほどある円形のトンネルを掘っており、その終端に巣がある。この巣でアンケグは食事や睡眠、子育てから冬眠までを行う。アンケグは複数の個体が共同体的に同じ縄張りを有しており、複数のトンネルが網目のように入り組んでいる。ただ、アンケグ同士の連携はなく、同じ獲物を2体で取り合ったり、トンネルを作りすぎて地面が陥没することもある。
アンケグは口から酸性の分泌液を吐き出すことができる。この酸は攻撃に用いる他、トンネルを掘削する際には補強剤としても用いる。酸の臭いは腐った果実のような刺激臭のするもので、大抵の動物が嫌う性質のものである。
アンケグは秋につがいを見つけ交尾を行う。1回の出産でメスのアンケグは2〜12個の卵を産み、そのうち75％ほどが1ヶ月後無事に孵化する。アンケグの幼体は冬のうちを巣で貯えた屍体を食べて育ち、3〜4ヶ月ほどで成虫へと成育する。成育した後もアンケグは年々成長し、そのたびに脱皮をする。脱皮には1日ほどかかり、新しい甲殻が備わるまで1〜2週間ほどかかる。この期間中、アンケグの身体は無防備で動きも鈍くなるので巣に閉じこもっていることが多い。巣に籠もっている間、彼らは分泌液の臭いを充満させて身を守る。

アンケグの寿命は10〜12年ほどである。
アンケグは必ずしも強いモンスターではなく、成体がジャイアント・アント(巨大アリ)に斃されるか追い払われたりして、幼体がその支配下に組み込まれたりもする。
アンケグは昆虫としては知性があるらしく、十分な調教を施せば乗騎や荷役、ペットとして使役できる。ただ、十分に調教されていても興奮すると酸を吐き出す習性は取れず、おのずとホブゴブリンやトログロダイト、オークのような荒野の種族に限定される。
アンケグは有害である一方、耕作地を耕す有益な働きがある。掘り進んだトンネルは地中に水と空気を送り、その糞は良質な肥料となる。

また、アンケグの脱ぎ捨てた甲殻はそのまま鎧などの材料となる。酸もまたそのまま利用できる。そして、彼らの巣には犠牲者の遺留品がそのまま残っている。